# Elysoceraphron hungaricus
Elysoceraphron hungaricus är en stekelart som beskrevs av Szelenyi 1936. Elysoceraphron hungaricus ingår i släktet Elysoceraphron och familjen pysslingsteklar. Inga underarter finns listade i Catalogue of Life.